# Naufaliya
Naufaliya (en árabe النوفلية), también llamado An Nūfalīyah, En-Nofilia, En-Nofilía, Nofilia, Nofilía, Nufilia, Nawfaliya, Zauia-en-Nofilia, Zauiet en-Nofilia, es una localidad en desierto, ubicado en el distrito de Sirte (Libia).
Se encuentra ubicado en el antiguo distrito de Ben Yauad, unos 20 km al oeste de Ben Yauad y a unos 15 km al sureste de Marsa el Auegia.
Durante la Segunda Guerra Mundial fue lugar de un pequeño enfrentamiento a finales de 1942, cuando algunos de las fuerzas de Erwin Rommel que estaban en retirada se quedaron sin combustible Por aquel entonces había un fortín y algunos edificios italianos, además de una mezquita, algunas tiendas y una escuela.